# Gleichberechtigungsgesetz
Das Gleichberechtigungsgesetz sollte den Auftrag des Grundgesetzes nach Art. 3 Abs. 2, „Männer und Frauen sind gleichberechtigt“, im einfachgesetzlichen Bundesrecht konkret umsetzen.

## Auftrag des Grundgesetzes
Viele auch nach Inkrafttreten des Grundgesetzes geltende Gesetze widersprachen der nun verfassungsrechtlich verankerten Gleichberechtigung von Männern und Frauen. Mit Art. 117 GG des am 23. Mai 1949 verkündeten Grundgesetzes war daher dem Bundesgesetzgeber die Auflage gemacht worden, durch eine grundsätzliche Reform ein traditionelles Familienrecht aus dem 19. Jahrhundert in ein neues Familienverständnis zu überführen. Die entsprechenden Bestimmungen sollten bis zum 31. März 1953 an das Gleichberechtigungsgebot angepasst werden.

## Erster Gesetzentwurf
Erst 1952 legte die Bundesregierung unter Konrad Adenauer einen Gesetzentwurf vor (Bundestagsdrucksache 1/3802). Dieser Entwurf enthielt eine Reihe offenbar weiterhin verfassungswidriger Bestimmungen. Beispielsweise wurde dem Mann nach wie vor ein Alleinentscheidungsrecht innerhalb der Ehe zugebilligt (Gehorsamsparagraph: § 1354 BGB-Entwurf). Neben anderen konservativen Kreisen hatten auch die Kirchen in Stellungnahmen davor gewarnt, die „natürliche Eheordnung“ durch eine Gleichberechtigung zu stören. Da die parlamentarische Behandlung des Gesetzentwurfes schleppend verlief – Anträge der SPD-Fraktion auf Beschleunigung wurden abgelehnt –, konnte der Termin 31. März 1953 nicht eingehalten werden. Ein von der Regierungskoalition unternommener Versuch, die Frist zur Rechtsanpassung durch Verfassungsänderung um zwei Jahre herauszuschieben, scheiterte am Widerspruch von SPD und KPD.

## Gesetzloser Zustand
Somit trat zum 1. April 1953 ein „gesetzloser“ Zustand ein, was die Gleichberechtigung von Mann und Frau innerhalb der Ehe und in Bezug auf die elterliche Gewalt betraf. Das Oberlandesgericht Frankfurt am Main, welches der Fristsetzung des Artikels 117 GG die verfassungsrechtliche Bedeutung absprechen wollte, legte die Frage dem Bundesverfassungsgericht vor, welches daraufhin in seinem Urteil vom 18. Dezember 1953 allerdings eindeutig feststellte, dass „seit dem Ablauf der in Art. 117 gesetzten Frist […] Mann und Frau auch im Bereich von Ehe und Familie gleichberechtigt [seien]“ (BVerfGE 3, 225).
Artikel 3 Absatz 2 GG sei eine „echte“, unmittelbare Rechte und Pflichten begründende Rechtsnorm; es sei Aufgabe der Gerichte, mit ihren Mitteln das Rechtsvakuum zu füllen. In der Urteilsbegründung allerdings wurde das Differenzierungsverbot eingeschränkt. Etliche mit dem Gleichberechtigungsgebot in Konflikt stehende Bestimmungen waren somit als nichtig zu betrachten, was aber im Einzelfall von den Gerichten festgestellt werden musste, so z. B. der Verlust der elterlichen Gewalt der verwitweten Frau, wenn sie wieder heiratete (in § 1697 BGB a. F.), da dies für den wiederverheirateten Witwer nicht galt.

## Erneuter Gesetzgebungsvorstoß
Der Gesetzesentwurf von 1952 wurde von der Bundesregierung ohne inhaltliche Änderungen erneut in den Bundestag eingebracht (im früheren Entwurf sollte lediglich auch das Ehegesetz 1946 wieder in das BGB eingegliedert werden) und führte nach heftigen Auseinandersetzungen zum Beschluss des Gleichberechtigungsgesetzes im Bundestag am 3. Mai 1957, das am 18. Juni 1957 (BGBl. 1957 I S. 609) erlassen wurde und am 1. Juli 1958 in Kraft trat.
Zentrale Punkte des Gesetzes über die Gleichberechtigung von Mann und Frau, das am 1. Juli 1958 in Kraft trat, waren:
- Das Letztentscheidungsrecht des Ehemanns in allen Eheangelegenheiten wurde ersatzlos gestrichen.
- Die Versorgungspflicht des Ehemannes für die Familie blieb bestehen.
- Die Zugewinngemeinschaft löste die Nutzverwaltung als gesetzlichen Güterstand ab. Frauen dürfen seither ihr in die Ehe eingebrachtes Vermögen selbst verwalten (bis dahin durften die Männer über das Vermögen der Frauen verfügen).
- Das Recht des Ehemanns, ein Dienstverhältnis seiner Frau fristlos zu kündigen, wenn er auf seinen Antrag von dem Vormundschaftsgericht dazu ermächtigt worden war, wurde aufgehoben (Bis 1. Juli 1977 durfte allerdings die Ehefrau weiterhin nur dann berufstätig sein, wenn dies mit ihren Pflichten in Ehe und Familie vereinbar war. Seitdem gilt das Partnerschaftsprinzip, nach dem es keine gesetzlich vorgeschriebene Aufgabenteilung in der Ehe mehr gibt).
- Die Frau erhielt das Recht, nach ihrer Heirat ihren Geburtsnamen als Namenszusatz zu führen (Seit 1. Juli 1976 können die Eheleute entweder den Namen des Mannes oder der Frau als gemeinsamen Ehenamen führen und seit 1991 können beide Eheleute ihren bisherigen Familiennamen beibehalten).

Umstritten waren vor allem das männliche Entscheidungsrecht in allen ehelichen Angelegenheiten (welches dann keinen Eingang in das Gesetz fand) sowie der väterliche Stichentscheid bei Uneinigkeit zwischen Vater und Mutter in Fragen der elterlichen Gewalt (§ 1628 BGB a. F.) und der Alleinvertretungsanspruch bei der gesetzlichen Vertretung des Kindes (§ 1629 Abs. 1 BGB a. F.). Hiergegen brachte der Deutsche Juristinnenbund eine Beschwerde beim Bundesverfassungsgericht auf den Weg. Am 29. Juli 1959 wurden beide Passagen für verfassungswidrig und nichtig erklärt.
Weiterhin wurde jedoch in dem Fall, dass sich das Paar bei der Eheschließung auf keinen gemeinsamen Namen einigen konnte, der Name des Mannes zum Ehenamen. Dieser Stichentscheid wurde im März 1991 vom Bundesverfassungsgericht für mit dem Gleichheitsgebot des Grundgesetzes unvereinbar erklärt. In einem solchen Fall oder wenn die Beibehaltung der bisherigen Familiennamen gewünscht ist, führen heute beide ihren Namen weiter.

## Weitere Rechtsprechung
1959 betonte das Bundesverfassungsgericht für den Bereich der elterlichen Gewalt den Verfassungsrang der vollen Gleichordnung von Vater und Mutter. Durch Urteil vom 29. Juli 1959 (BVerfGE 10, 59 = BGBl. I S. 633 = FamRZ 1959, 416 = NJW 1959, 1483) stellte das Bundesverfassungsgericht daher die Nichtigkeit von § 1628 BGB und § 1629 Abs. 1 BGB wegen Verletzung des Gleichbehandlungsgebotes fest.